# 욘 메트호트
요하너스 안토니위스 베르나르뒤스 메트호트(네덜란드어: Johannes Anthonius Bernardus Metgod, 1958년 2월 27일, 암스테르담 ~)는 네덜란드의 전직 축구 선수이다. 그는 현재 덴 하흐의 수석 코치를 맡고 있다.

## 선수 경력

### 클럽 경력
선수 시절 수비수로 활약했던 메트호트는 1970년대에 HFC에서 프로 무대 신고식을 치렀다. 하를럼에서 1년을 보낸 메트호트는 AZ로 이적하여 6년을 활약하며 1980-81 시즌 UEFA컵 준우승을 거두었는데, 4-2로 이긴 2차전에서 1골을 기록했지만 잉글랜드의 입스위치 타운을 상대로 뒤집지 못하고 준우승에 머물렀다.
1982년, 메트호트는 스페인으로 건너가 레알 마드리드에 입단했다. 이후, 그는 잉글랜드의 노팅엄 포리스트로 1984년에 이적해 3년 동안 주전으로 활약하고 1987년에 토트넘 홋스퍼에 입단했다. 그는 북런던 구단 소속으로 1년을 보내고 네덜란드로 돌아가 페예노르트로 이적했다. 그는 페예노르트에서 6년을 보내고 1994년에 현역 은퇴를 선언했다.

### 국가대표팀 경력
현역 시절, 메트호트는 네덜란드 국가대표팀 경기에 21번 출전하여 4골을 기록했다. 그는 프리킥을 잘 찼는데, 특히 노팅엄 포리스트 시절에는 이 점이 두드러졌다.

## 감독 경력
현역 은퇴 후, 메트호트는 감독으로 전향하여 엑셀시오르와 페예노르트에서 일했다.
2008년 11월 11일, 메트호트는 포츠머스 1군 수석 코치로 취임했지만, 2009년 2월 8일에 토니 애덤스 감독이 경질되면서 떠났다.
2009년 5월 21일, 메트호트는 더비 카운티의 1군 코치가 되었지만, 2013년 10월에 나이절 클로프 감독의 경질로 나머지 감독진들과 함께 구단을 떠났다.
2014년 1월, 메트호트는 콜로라도 래피즈의 수석 코치로 취임했다.
2014년 7월, 메트호트는 브라이턴 & 호브의 스카우터로 취임했다.
2015년 7월 1일, 메트호트는 덴 하흐의 기술 고문이 되었지만 이듬해 6월에 구단을 떠났다.
2017년 4월 10일, 메트호트는 그라나다의 수석 코치가 되면서 토니 애덤스 감독과 재회했으나 2017년 5월에 애덤스 감독의 경질로 그도 구단을 떠났다.
2018년 1월 8일, 아이토르 카랑카 노팅엄 포리스트 감독은 메트호트를 그의 감독진에 포함시켰지만 2019년 1월 10일에 카랑카 감독이 사임하면서 그도 감독진에서 나갔다. 그러나, 그는 감독진을 그만두고도 이사진에 남았다.
2019년 3월 21일, 그는 노팅엄을 떠나 아랍에미리트 국가대표팀의 수석 코치로 취임했다.

## 사생활

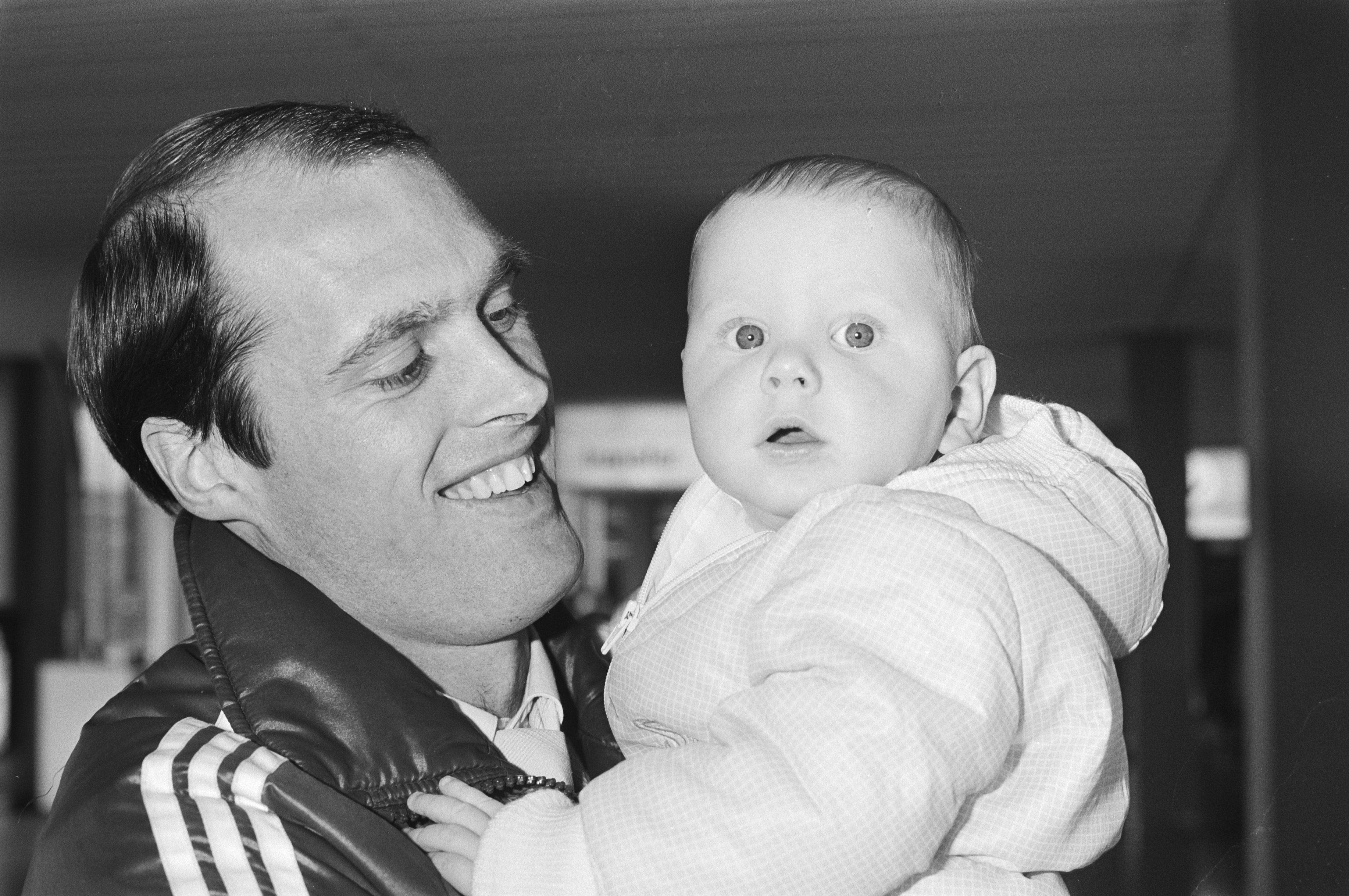
1983년의 메트호트 부자

욘 메트호트는 네덜란드 암스테르담 출신이다. 그의 아들 디미트리도 축구 선수로, 현역 시절에 미드필더로 활약했고, 그의 동생 에트바르트도 축구 선수로 활약했으며, 전직 골키퍼였다.

## 수상
AZ
- 에레디비시: 1980-81
- KNVB 베커르: 1977-78, 1980-81, 1981-82
- UEFA컵 준우승: 1980-81

레알 마드리드
- 라 리가 준우승: 1982-83, 1983-84
- 코파 델 레이 준우승: 1982-83
- 수페르코파 데 에스파냐 준우승: 1982
- 코파 데 라 리가 준우승: 1983
- 유러피언 컵위너스컵 준우승: 1982-83

페예노르트
- 에레디비시: 1992-93
- KNVB 베커르: 1990-91, 1991-92, 1993-94